# Bigos hultajski, czyli szkoła trzpiotów
Bigos hultajski, czyli szkoła trzpiotów – komedia obyczajowa warszawska Jana Drozdowskiego wystawiona po raz pierwszy w Teatrze Narodowym w Warszawie w 1801 roku. 

## Akcja
Akcja rozgrywa się w ciągu jednego dnia w Warszawie. Głównym bohaterem jest fircyk zakochany w starościnie Majęckiej. Pozostał on tymczasowo sam razem ze swym służącym Frontynem w majątku swojego wuja - Podkomorzego Wielogrosza i wykorzystuje ten fakt, bawiąc się i grając w karty, w ten sposób marnotrawiąc rodzinny majątek. Niespodziewanie dostaje jednak wiadomość, że wuj zamierza jeszcze tego samego dnia powrócić do stolicy, co oznacza dla Walerego koniec beztroskiego życia. W międzyczasie przybywa dawno niewidziany brat Walerego – Biedosz, który powraca ze służby wojskowej (prawdopodobnie po zawarciu pokoju Lunéville). Walery trafia do więzienia z powodu swoich długów. Tam postanawia zmienić swoje postępowanie i zerwać z dotychczasowym sposobem życia. Dzięki Majęckiej, która przekonuje Wielogrosza do wpłacenia za swojego siostrzeńca kaucji, Walery i spotkani przez niego w więzieniu przyjaciele, mogą wyjść na wolność. Sztuka kończy się małżeństwem służących - Basi i Frontyna. Fircyk postanawia, że ożeni się z Majęcką dopiero wtedy, gdy stanie się godniejszy jej ręki.

## Bohaterowie
- Walery – fircyk, ukochany Majęckiej, brat Biedosza, siostrzeniec Podkomorzego
- Biedosz – żołnierz legionów Dąbrowskiego, brat Walerego, siostrzeniec Podkomorzego
- Majęcka – dama modna, ukochana Walerego
- Wielogrosz – wuj Walerego i Biedosza
- Wojewodzic, Kasztelanic, Książę, Hrabia – przyjaciele Walerego
- Basia – służąca (subretka) Majeckiej
- Frontyn – służący (walet) Walerego
- Brandys – służący (hajduk) Podkomorzego